# Espiral de cementerio

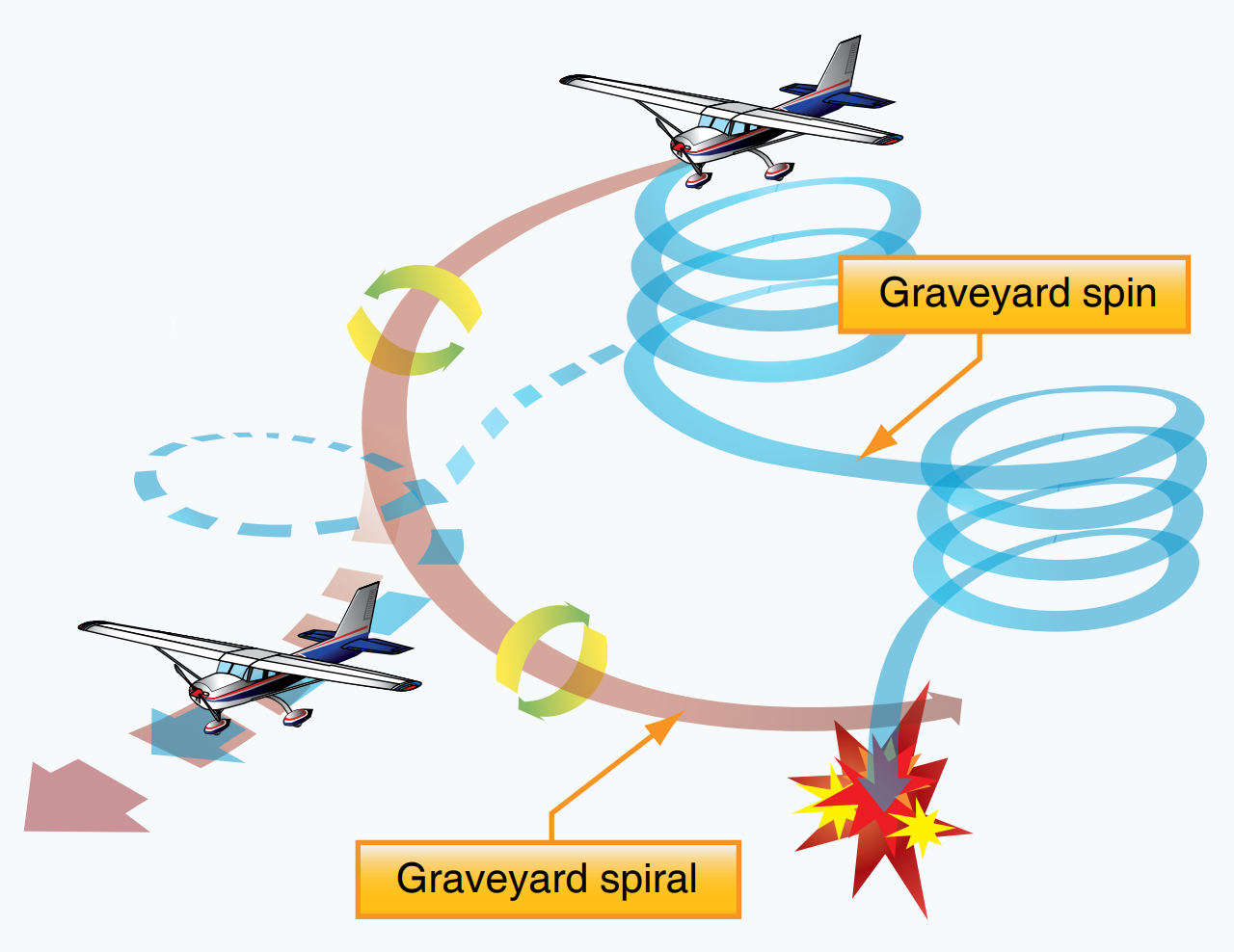
Espiral del cementerio

En la aviación, una espiral de cementerio es un tipo de picada peligrosa en la que entra accidentalmente un piloto que no está entrenado o no es competente para volar en condiciones meteorológicas instrumentales (IMC). Otros nombres para este fenómeno incluyen espiral suicida, espiral mortal, espiral de la muerte y espiral vicioso.
Las espirales de cementerio son más comunes durante la noche o en malas condiciones climáticas, donde no existe un horizonte que proporcione una corrección visual para las señales engañosas del oído interno. Los espirales de cementerio son el resultado de varias ilusiones sensoriales en la aviación que pueden ocurrir en CMI reales o simuladas, cuando el piloto experimenta desorientación espacial y pierde la conciencia de la actitud de la aeronave. El piloto pierde la capacidad de juzgar la orientación de su aeronave debido a la percepción errónea del cerebro de las señales espaciales.
La espiral del cementerio consta de componentes tanto fisiológicos como físicos. La falla mecánica suele ser el resultado, pero generalmente no es un factor causante, ya que es el sentido de equilibrio del piloto lo que provoca la caída en espiral. Volar "a ojo", sin reconocer ni responder a las lecturas de los instrumentos, es la causa más común de impacto contra el suelo (CFIT), donde un avión controlado por un piloto impacta contra el suelo.

## Física
El piloto cree erróneamente que está volando con las alas niveladas, pero con un descenso indicado en el altímetro y el indicador de velocidad vertical. Esto generalmente lleva a que el piloto intente ascender tirando hacia atrás del yugo de control. Sin embargo, en un viraje inclinado, el avión estará en un ángulo y trazará un gran círculo en el cielo. Tirar del yugo de control hacia atrás tiene el efecto de apretar ese círculo y hacer que el avión pierda altitud a un ritmo cada vez mayor, como agua arremolinándose en un desagüe o embudo. Un componente creciente de la sustentación generada por las alas se dirige hacia los lados mediante el ángulo de inclinación, no solo empujando el avión "hacia arriba" en el viraje, sino que también reduciendo la cantidad de sustentación que mantiene el avión en alto. En ese punto el avión está describiendo un círculo o espiral descendente, con una trayectoria de vuelo que nuevamente se asemeja a estar en un embudo. En la espiral descendente cada vez más estrecha, el avión finalmente sale de la base de las nubes y/o toca el suelo.
Para mitigar esta situación, un estudiante piloto o un piloto bajo instrucción practica utilizando un dispositivo limitador de visión para aprender a volar por instrumentos bajo la supervisión de un instructor de vuelo. Los pilotos con habilitación para vuelo por instrumentos también utilizan dispositivos limitadores de visión supervisados por un instructor o un piloto de seguridad para practicar el vuelo por instrumentos y mantener la competencia en dicho vuelo.

## Características de la espiral del cementerio
- Vuelo giratorio inadvertido por debajo del umbral de percepción de los movimientos de rotación
- Falta de referencia visual correctiva, eso significa que al mirar hacia afuera, el piloto no puede ver el horizonte. En aviación hablamos de condiciones IMC (por ejemplo volar entre nubes, volar de noche, etc.)
- Instrumentos inadecuados (por ejemplo: indicador de giro, giroscopio de rumbo, horizonte artificial, altímetro), falta de experiencia en la interpretación de las lecturas de los instrumentos o el piloto se encuentra en una situación extremadamente estresante (emergencia, maniobra de aproximación frustrada).
- Evaluación del movimiento de una aeronave sin referencia visual basada en otras impresiones sensoriales, especialmente la percepción de los propios movimientos del cuerpo (propiocepción) o la reacción a la pérdida de altitud indicada por el altímetro.

## Aspectos vestibulares
El oído interno contiene el sistema vestibular, también conocido como el órgano del equilibrio. Del tamaño de una goma de borrar de lápiz, el sistema vestibular contiene dos estructuras distintas: los canales semicirculares, que detectan los cambios en la aceleración angular, y los órganos otolíticos (el utrículo y el sáculo), que detectan los cambios en la aceleración lineal y la gravedad . Tanto los canales semicirculares como los órganos otolíticos proporcionan información al cerebro sobre la posición y el movimiento del cuerpo. Una conexión entre el sistema vestibular y los ojos ayuda a mantener el equilibrio y mantener los ojos enfocados en un objeto mientras la cabeza se mueve o mientras el cuerpo gira.
Los canales semicirculares son tres tubos semicirculares interconectados, ubicados dentro de cada oído, que equivalen a tres giroscopios ubicados en tres planos perpendiculares (en ángulos rectos) entre sí. Cada plano corresponde a los movimientos de balanceo, cabeceo o guiñada de una aeronave. Cada canal está lleno de un líquido llamado endolinfa y contiene un sensor de movimiento con protuberancias similares a pelos cuyos extremos están incrustados en una estructura gelatinosa llamada cúpula. La cúpula y los pelos se mueven a medida que el fluido se mueve dentro del canal en respuesta a una aceleración angular.
El movimiento de los pelos es similar al movimiento de las algas provocado por las corrientes oceánicas o al de los campos de trigo movidos por las ráfagas de viento. Cuando la cabeza está quieta y el avión está recto y nivelado, el líquido de los canales no se mueve y los pelos se erizan, lo que indica al cerebro que no hay aceleración rotacional (un giro). Si el piloto gira el avión o su cabeza, el canal se mueve con la cabeza, pero el fluido en su interior no se mueve debido a su inercia. A medida que el canal se mueve, los pelos del interior también se mueven con él y se doblan en la dirección opuesta a la aceleración del fluido estacionario. Este movimiento del cabello envía una señal al cerebro para indicar que la cabeza ha girado. El problema comienza cuando el piloto continúa girando su avión a un ritmo constante (como en un giro coordinado) durante más de veinte segundos.
En este tipo de giro, el fluido dentro del canal comienza a moverse inicialmente, luego la fricción hace que alcance las paredes del canal giratorio. Cuando esto sucede, los pelos dentro del canal volverán a su posición recta, enviando una señal errónea al cerebro de que el giro se ha detenido, cuando en realidad, el giro continúa.
Si el piloto comienza a salir del viraje para volver al vuelo nivelado, el fluido dentro del canal continuará moviéndose (debido a su inercia), y los pelos ahora se moverán en la dirección opuesta, enviando una señal errónea al cerebro indicando que el avión está girando en la dirección opuesta, cuando en realidad está desacelerando respecto del viraje original.
Sin embargo, la entrada a la espiral del cementerio es un evento gradual, que permite al piloto adaptarse mentalmente a un nivel de sentimiento incorrecto. Sin señales externas, un piloto que no confía en los instrumentos de altitud creerá que las alas están niveladas porque el sistema vestibular informa falsamente que la fuerza de la gravedad actúa uniformemente sobre la cabeza del piloto.
La espiral del cementerio está asociada con el retorno a un vuelo nivelado luego de un giro inclinado prolongado, intencional o no intencional. Por ejemplo, un piloto que entra en un viraje inclinado hacia la izquierda, tendrá inicialmente la sensación de un viraje en la misma dirección. Si el giro a la izquierda continúa (~20 segundos o más), el piloto experimentará la sensación de que el avión ya no gira hacia la izquierda. En este punto, si el piloto intenta nivelar las alas, esta acción producirá una sensación de que el avión está girando y ladeándose en la dirección opuesta (hacia la derecha), una sensación comúnmente conocida como inclinación. Si el piloto cree en la ilusión de un giro a la derecha (que puede ser muy convincente), volverá a entrar en el giro a la izquierda original en un intento de contrarrestar la sensación de un giro a la derecha. Si el piloto no reconoce la ilusión y no nivela las alas, el avión continuará girando a la izquierda y perdiendo altitud.  Debido a que un avión tiende a perder altitud en los virajes a menos que el piloto compense la pérdida de sustentación, el piloto puede notar una pérdida de altitud. La ausencia de cualquier sensación de giro crea la ilusión de estar en un descenso nivelado. El piloto puede tirar de los controles para intentar ascender o detener el descenso. Esta acción tensa la espiral y aumenta la pérdida de altitud.
La solución es que el piloto ignore conscientemente el imperativo del cerebro de juzgar la actitud física basándose en señales del sistema vestibular y confíe únicamente en las señales visuales del horizonte o de los instrumentos de actitud del avión, hasta que el cerebro se ajuste nuevamente y la información sensorial vestibular concuerde con la información visual.